# Гаврилов, Александр Николаевич (баскетболист)
Александр Николаевич Гаврилов (род. 10 апреля 1996, Сергиев Посад, Московская область) — российский баскетболист, играющий на позиции разыгрывающего защитника.

## Карьера
Воспитанник спортшколы и молодёжного проекта ЦСКА. Первый тренер — Иван Евгеньевич Кучеров.
Выступая за армейцев, в сезоне 2012/2013 стал победителем ДЮБЛ и чемпионом России среди молодёжных команд БЕКО ПБЛ. Будучи капитаном ЦСКА-2, дважды (2015, 2016) был чемпионом Единой молодёжной лиги ВТБ.
В сезоне 2015/2016 в Единой молодёжной лиге ВТБ за ЦСКА-2 Гаврилов в среднем набирал 10,9 очка, 2,6 подбора, 6,0 передачи и 1,7 перехвата, а также был признан «Лучшим разыгрывающим» «Финала восьми». В дебютном матче за основной состав ЦСКА отметился 1 набранным очком в гостевой игре с «Енисеем» (96:81).
28 февраля 2016 года принял участие в «Матче молодых звёзд» в составе сборной Единой молодёжной лиги ВТБ.
В июле 2016 года заключил контракт с ЦСКА по схеме «3+2».
В сентябре 2016 года, на правах аренды, стал игроком «Калева» до окончания сезона 2016/2017, но в декабре покинул клуб.
В начале января 2017 года перешёл в аренду в МБА. В составе московской стал финалистом Кубка РФБ.
По окончании аренды вернулся в ЦСКА-2 и принял участие в «Финале восьми» Единой молодёжной лиги ВТБ, став 3-кратным чемпионом турнира, а также во второй раз вошёл в символическую пятёрку.
В июне 2019 года Гаврилов покинул ЦСКА по обоюдному согласию сторон. Свою карьеру Александр продолжил в «Урале». В 27 матчах Суперлиги-1 его статистика составила 10,7 очков, 2,4 подбора и 4,2 передачи.
Сезон 2020/2021 начинал в «Буревестнике», но в декабре 2020 года перешёл в «Восток-65». В составе сахалинской команды стал серебряным призёром Кубка России.
Сезон 2021/2022 начинал в «Самаре», но в декабре 2021 года перешёл в «Автодор».
В июле 2022 года стал игроком «Темп-СУМЗ-УГМК».

## Сборная России
Гаврилов выступал за кадетскую сборную России (до 16 лет) на ЧЕ-2012, юниорскую сборную России (до 18 лет) на ЧЕ-2013 и молодёжную сборную России (до 20 лет) на ЧЕ-2015.

## Достижения
- Серебряный призёр Суперлиги: 2023/2024
- Серебряный призёр Кубка России: 2020/2021
- Серебряный призёр Кубка РФБ: 2017
- Чемпион Единой молодёжной лиги ВТБ (3): 2014/2015, 2015/2016, 2016/2017
- Победитель молодёжного чемпионата ПБЛ: 2012/2013
- Чемпион ДЮБЛ: 2012/2013